# 해군정보통신학교
해군정보통신학교(海軍情報通信學校)는 대한민국 해군 교육사령부의 군사 학교이다.

## 역사
2003년 6월 1일, 기술병과학교의 부서에서 분리되어 29년만에 개별 군사 학교인 정보통신학교로 재편성되었다.
2015년 2월 1일부터 2018년 7월 1일까지 잠시 있었던 제2군사교육단에 예속하였다. 

## 조직

### 계보
- 1946년 4월 1일, 통신교육대
- 1947년 9월 1일, 통신학교
- 1948년 8월 15일, 해군통신학교
- 1974년 5월 13일, 통신전자학과
- 1987년 7월 1일, 통신전자학부
- 1996년 11월 1일, 정보통신학부
- 2003년 6월 1일, 정보통신학교

### 배속
- 1946년 4월 1일, 진해특설기지사령부
- 1947년 9월 1일, 조선해안경비대
- 1948년 8월 15일, 대한민국 해군본부
- 1950년 11월 9일, 해군종합학교
- 1956년 3월 7일, 해군교육단
- 1974년 5월 13일, 기술병과학교
- 2003년 6월 1일, 해군교육사령부
- 2015년 2월 1일, 제2군사교육단
- 2018년 7월 1일, 해군교육사령부

### 시설
- 본관 "한빛관"
- 제1교육관 "성화관"
- 제2종합교육관 "봉화관"

## 같이 보기
- 육군정보통신학교
- 공군정보통신학교